# Kristijan Nokaj

Kristijan Nokaj (1981.) je pjevač, reper, skladatelj, kantautor.

## Životopis
Kristijan Nokaj je kroz svoj život napisao najmanje oko 400 pjesama (na hrvatskom). Završio je obiteljsku struku, ali njega je prvenstveno zanimala glazba i film.
Na hrvatskoj glazbenoj sceni pojavio 1998. godine.
S 15 godina (1996) je počeo snimati rep glazbu, snimio nekoliko albuma 
(ali zbog životnog preobraćenja, potpuno se odrekao svih albuma i glazbe koje je snimao i sve započeo ispočetka?!) 
U kratkom vremenu je savladao pjevanje (osnovno), te filmsku i glazbenu produkciju.
Odlučio je glazbu (Pop-R&B), u skladu sa životnim vrijednostima - život, ljubav, znanje, istina.
Snimio je: 
Sing in the name of Love, Uvijek Si tu, Snaga Ljubavi, Don’t Give Up 2017 ...
Kristijan Nokaj je rođen na Kosovu (ilirskog podrijetla), odrastao u Hrvatskoj, ali mu je želja oduvijek bila Amerika, nadajući se u budućnost kvalitetne kompanije koja će iskoristiti njegove radove, te da će se moći potpuno posvetiti filmskoj i glazbenoj produkciji.
Kristijan je također napisao i četiri knjige, od kojih je jedna namijenjena za film, a temeljena na istinitim događajima.

## Diskografija

### Studijske pjesme
- Bog najveca podrska  (2017.)
- Dobroto beskrajna  (2017.)
- Don't give up  (2017.)
- Izludi me  (2011.)
- Moj zivot mora dalje  (2011.)
- Pjevaj u ime ljubavi  (2017.)
- Shake it mammy  (2011.)
- Sing in the name of love  (2017.)
- Snaga ljubavi  (2017.)
- Stvarna ljubav  (2017.)
- Svjetlo bojze  (2017.)
- Uvijek si tu  (2017.)
- Ti imaš sve  (2000.)
- Dodirni me  (2000.)
- Samo riječi (2001.)

## Vanjske poveznice
- http://www.kristijan-nokaj.com/
- https://hr-hr.facebook.com/Nokaj.Kristijan/
- https://www.youtube.com/user/KRISTiJAnokajHR
- https://www.instagram.com/kristijan_nokaj/
- https://twitter.com/Kristijan_Nokaj